# Naranga diffusa
Naranga diffusa är en fjärilsart som beskrevs av Walker 1865. Naranga diffusa ingår i släktet Naranga och familjen nattflyn. Inga underarter finns listade i Catalogue of Life.